# Heterias exul
Heterias exul is een pissebed uit de familie Janiridae. De wetenschappelijke naam van de soort is voor het eerst geldig gepubliceerd in 1892 door F. Mueller.